# Hrabstwo Lincoln (Tennessee)
Hrabstwo Lincoln (ang. Lincoln County) – hrabstwo w stanie Tennessee w Stanach Zjednoczonych. Obszar całkowity hrabstwa obejmuje powierzchnię 570,63 mil² (1477,92 km²). Według szacunków United States Census Bureau w roku 2009 miało 33 374 mieszkańców.
Hrabstwo powstało w 1809 roku.

## Miasta
- Fayetteville
- Petersburg[4]

## CDP
- Park City
- Flintville[4]

| Populacja hrabstwa w poprzednich latach | Populacja hrabstwa w poprzednich latach |
| Rok                                     | Liczba ludności                         |
| --------------------------------------- | --------------------------------------- |
| 1980                                    | 26 372                                  |
| 1990                                    | 28 157                                  |
| 2000                                    | 31 340                                  |
| 2005                                    | 32 392                                  |